# Partido Democrático Unido (Belice)
El Partido Democrático Unido (United Democratic Party) es un partido político de Belice. Dado el sistema bipartidista que impera en Belice, el Partido Democrático Unido es uno de los partidos dominantes junto al Partido Unido del Pueblo. Actualmente es el partido de oposición, de él emana el líder de la oposición, Patrick Faber. Ha ganado las elecciones generales de 2008, 2012 y 2015. El Partido Democrático Unido es considerado un partido conservador de centroderecha.

## Historia
En 1973, la oposición política en Belice era escasa y débil. El centroizquierdista Partido Unido del Pueblo se había mantenido en el poder desde su fundación. En los años 70 diversos grupos de oposición a la derecha del gobierno empezaron a organizarse habiendo conversaciones entre el Partido Liberal, Independentista Nacional y Desarrollo del Pueblo que deciden fusionarse el 23 de septiembre de 1973 creando así el Partido Demócrata Unido. El primer líder del partido fue Dean Lindo, bajo cuyo liderazgo el partido obtuvo seis asientos en el Parlamento tras las elecciones generales de 1978, así como tuvo buenos resultados en las elecciones municipales. No obstante en las elecciones de 1979 bajó su apoyo electoral y perdió un asiento, por lo que Lindo dejó el cargo que fue ocupado por Theodoro Aranda. En las municipales subsiguientes mantuvo el control de tres pueblos. 
En 1982 Aranda fue reemplazado por Curl Thompson como líder, quien fue a una convención interna a competir por el puesto con Manuel Esquivel, ganando este último. En las elecciones municipales de 1983 ganaron el concejo municipal de Ciudad de Belice y el año siguiente la mayoría en el Parlamento con 21 de 28 asientos disponibles. Perderían el poder en 1989 reduciéndose su bancada a 13. 
En 1993 formaron una coalición con la Alianza Nacional por los Derechos Beliceños con la cual lograron mayoría en el Parlamento (16 de 29 asientos), que perderían en 1998 cuando sus rivales populares lograron 26 de 29 asientos. Esquivel dejó la presidencia del partido la cual fue a Barrow quien obtuvo la victoria en las elecciones de 2003, 2008 y 2015. En 2020, al haber cumplido ya tres mandatos, Barrow dejó el liderazgo del UDP en manos de Patrick Faber, bajo cuyo liderazgo el partido sufrió una dura derrota en las elecciones de 2020 y regresó a la oposición.

## Líderes
- Dean Lindo (1974-1979)
- Theodore Aranda (1979-1982)
- Curl Thompson (1982-1983)
- Manuel Esquivel (1983-1998)
- Dean Barrow (1998-2020)
- Patrick Faber (2020-2021)
- Shyne Barrow (2021-presente)

## Resultados electorales
| Elección | Líder           | Votos  | %     | Asientos | +/– | Posición | Gobierno  |
| -------- | --------------- | ------ | ----- | -------- | --- | -------- | --------- |
| 1974     | Dean Lindo      | 9,069  | 38.93 | 6/18     | 0   | 2.º      | Oposición |
| 1979     | Dean Lindo      | 21,045 | 47.35 | 5/18     | 1   | 2.º      | Oposición |
| 1984     | Manuel Esquivel | 25,756 | 54.07 | 21/28    | 16  | 1.º      | Mayoría   |
| 1989     | Manuel Esquivel | 28,900 | 49.02 | 13/28    | 3   | 2.º      | Oposición |
| 1993     | Manuel Esquivel | 34,306 | 48.71 | 16/29    | 3   | 1.º      | Mayoría   |
| 1998     | Manuel Esquivel | 33,237 | 39.41 | 3/29     | 12  | 2.º      | Oposición |
| 2003     | Dean Barrow     | 44,996 | 45.19 | 7/29     | 4   | 2.º      | Oposición |
| 2008     | Dean Barrow     | 67,037 | 55.72 | 25/31    | 18  | 1.º      | Mayoría   |
| 2012     | Dean Barrow     | 64,976 | 50.43 | 17/31    | 8   | 1.º      | Mayoría   |
| 2015     | Dean Barrow     | 71,452 | 50.52 | 19/31    | 2   | 1.º      | Mayoría   |
| 2020     | Patrick Faber   | 57,374 | 38.8  | 5/31     | 14  | 2.º      | Oposición |
| 2025     | Disputado       | 37 328 | 29,79 | 5/31     | 0   | 2.º      | Oposición |